# Meitar
Meitar o Metar (en hebreo, מיתר) es una localidad situada en la parte septentrional del Néguev. Forma parte del Distrito Meridional de Israel. Meitar se encuentra a 15 km al noroeste de Beerseba, en la carretera Beerseba-Hebrón. Justo al norte, a dos kilómetros, está situada la Línea Verde, que separa Israel de Cisjordania.
Según la Oficina Central de Estadísticas israelí, la población de Meitar era de 6500 habitantes a 31 de diciembre de 2004.
- Datos: Q1246119
- Multimedia: Meitar / Q1246119